# 여명의 그날
여명의 그날은 1990년 9월 16일부터 12월 16일까지 방송된 대한민국의 8.15 광복 전후 이야기를 그린 KBS 주말드라마이다.

## 등장인물
- 신구 : 이승만 역
- 이영후 : 김구 역
- 박병호 : 여운형 역
- 백준기 : 박정희 역
- 전광렬 : 김일성 역
- 김인태 : 박헌영 역
- 권기선 : 김정숙 역
- 미상 : 김정일 역
- 미상 : 김만일 역
- 김병기 : 이현상 역
- 김길호 : 김두봉 역
- 주현 : 김무정 역
- 양택조 : 주덕 역
- 김흥기 : 김책 역
- 이정웅 : 김학규 역
- 강민호 : 이범석 역
- 곽경환 : 조완구 역
- 강계식 : 허헌 역
- 김성원 : 장덕수 역
- 박웅 : 조만식 역
- 양영준 : 최창익 역
- 김성녀 : 허정숙 역
- 정동환 : 김창만 역
- 윤미라 : 진웨이 역
- 최흘 : 조소앙 역
- 오승룡 : 지청천 역
- 임종국 : 유동열 역
- 김봉근 : 김용범 역
- 김창봉 : 최동오 역
- 김영애 : 박정애 역
- 권성덕 : 송진우 역
- 임혁 : 강미하일 역
- 미상 : 이반 치스차코프(로마넨코) 역
- 미상 : 솔로킨 역
- 미상 : 니콜라이 레베데프 역
- 미상 : 이그나체프 역
- 미상 : 펜코프스키 역
- 김종결 : 이요묵 역
- 미상 : 존 하지 역
- 미상 : 아놀드 역
- 미상 : 해리슨 역
- 미상 : 리드 역
- 미상 : 위테이커 역
- 미상 : 스미스 역
- 미상 : 쉬프레이 역
- 미상 : 제임스 F. 번스(en:James F. Byrnes, 바이론즈) 역
- 이현두 : 최익환 역
- 유병준 : 다이리(대립) 역
- 윤덕용 : 이만규 역
- 백인철 : 정명향 역
- 안대용 : 윤치영 역
- 김종구 : 김호 역
- 오승명 : 신익희 역
- 김윤형 : 김강 역
- 최화정 : 김명시 역
- 노영국 : 이강국 역
- 이한승 : 이주하 역
- 태현실 : 조신성 역
- 박영목 : 권오직 역
- 임병기 : 양근환 역
- 김기복 : 신현준 역
- 이두섭 : 이주일 역
- 김기섭 : 최용건 역
- 맹호림 : 안재홍 역
- 남윤정 : 왕옥환 역
- 이종남 : 김성애 역
- 박정수 : 김성자 역
- 홍영자 : 박현숙 역
- 여무영 : 김봉규 역
- 정서임 : 황정자 역
- 차기환 : 이시무라 역
- 반문섭 : 엔도 류사쿠 역
- 신종섭 : 니시히로 다다오 역
- 이승호 : 이하라 역
- 유종근 : 사이토 도시하루 역
- 이원종 : 김병로 역
- 이운우 : 이영근 역
- 박경득 : 허가이 역
- 윤관용 : 철석부대 장교 역
- 유태술 : 헌병 역
- 박상만 : 형사 역
- 서학 : 엄항섭 역
- 이계영 : 야기 노부로 역
- 송석호 : 이태준 역
- 김승환 : 가와이 역
- 이항수 : 한국독립당원 역
- 김영선 : 이용기 역
- 이용진 : 가네모토 역
- 조재훈 : 전형 역
- 이인영 : 한시대 역
- 남성식 : 조병걸 역
- 차양희, 이강수 : 박성환 역
- 박해상 : 이혁기 역
- 장학수 : 서철 역
- 김해권 : 김일 역
- 오영갑 : 김홍일 역
- 정상철 : 최현 역
- 조명남 : 박찬익 역
- 서상익 : 장건상 역
- 황범식 : 김정재 역
- 노영국 : 이강국 역
- 박승규 : 최근우 역
- 최창호 : 저우바오중(주보중) 역
- 한진주 : 한성희 역
- 이한나 : 이순금 역
- 최승철 : 한웅 역
- 김동완 : 김해균 역
- 권병길 : 김사량 역
- 이원발 : 임정 요원 역
- 미상 : 슈링 역
- 임선택
- 신원균
- 최항석 : 김천석 역
- 안광진
- 신수강
- 김진오
- 이형진
- 유가영
- 김동우
- 차두옥
- 양재만
- 문홍식
- 엄익선
- 문수인
- 오기환

## 기타
- 만주군으로 복무한 박정희가 부대를 이끌고 대한민국 임시 정부에 참여하는 등 항일 운동가로 그려 논란을 낳았다.[1][2]
- 대한민국에서 국시로 여겨진 반공으로 인해 한동안 금기시되어 왔던 김일성의 항일 운동이 조명되었다.[3]